# Georgian Idol 2020
Die neunte Staffel von Georgian Idol fand vom 26. Oktober 2019 bis zum 31. Dezember 2019 statt und war die georgische Vorentscheidung zum Eurovision Song Contest 2020 in Rotterdam (Niederlande).
Sieger wurde am Ende der Sänger Tornike Kipiani, der sich mit Ausnahme der ersten Sendung, in jeder Live-Sendung auf Platz 1 der Zuschauerabstimmung positionieren konnte. Sein späterer intern gewählter Beitrag zum Eurovision Song Contest wird erst zu einem späteren Zeitpunkt präsentiert.

## Format

### Konzept
Georgian Idol ist der georgische Ableger der britischen Castingshow Pop Idol und wurde jährlich von 2008 bis 2013 ausgestrahlt. 2017 kehrte das Format unter den Namen Georgian Idol zurück und diente 2019 dazu sowohl den Interpreten, als auch das Lied zum Eurovision Song Contest auswählen. Für 2020 wurde lediglich der Interpret über die Sendung ausgewählt. Produzent der Sendung war erneut Nova Productions.

### Abstimmungsverfahren
Während in den Castings lediglich die Jury das Ergebnis bestimmte, konnten in den Liveshows alleinig die Zuschauer für ihre Favoriten per Televoting und per Facebook über den Messenger abstimmen.

### Beitragswahl
Der spätere Beitrag für den Eurovision Song Contest wird GPB intern mit dem Sieger auswählen.

### Moderation
Die Ausgabe 2020 wurde von der Moderatorin Ruska Makashvili alleinig moderiert. Bereits im Vorjahr moderierte sie die Sendung, allerdings damals noch mit Vaniko Tarkhnishvili zusammen.

### Jury
Die vierköpfige Jury für 2020 enthielt im Vergleich zur vorherigen Ausgabe zwei neue Juroren. Während Natia Todua und Tinatin Berdzenishvili bereits im Vorjahr als Juroren fungierten, kamen Davit Evgenidze und David Aladashvili neu hinzu. Folgende Personen waren somit Teil der Jury:
- Natia Todua (Siegerin der siebten Staffel von The Voice Germany)
- Tinatin Berdzenishvili (Mediendirektor bei GPB)
- Davit Evgenidze (Georgischer Musiker und Komponist)
- David Aladashvili (Georgischer Pianist)

## Castingrunden
Die Ausstrahlung der Castingrunden fand am 26. Oktober 2019, 2. November 2019 und am 9. November 2019 statt. Nach diesen drei Sendungen wurden zehn Interpreten von der Jury ausgewählt, die die nächste Runde im Auswahlprozess erreichten. Folgende zehn Interpreten verblieben somit:
- Anri Guchmanidze
- Barbara Samxaradze
- David Rusadze
- Liza Shengelia
- Mariam Gogoberidze
- Mariam Shengelia
- Merab Amzoevi
- Nika Kalandadze
- Tamar Kakalashvili
- Tornike Kipani

## Live-Shows
Die Live-Shows fanden vom 17. November 2019 bis zum 31. Dezember 2019 statt. Die folgende Übersicht zeigt das Abschneiden der zehn Teilnehmer der Live-Shows. Die Prozentangaben unter der Platzierung zeigen das Televoting-Ergebnis.
 Kandidat befand sich unter den letzten Zwei.
 Kandidat erhielt die wenigsten Stimmen und schied aus.
 Kandidat erhielt die meisten Stimmen und war Sieger der Sendung.
| Teilnehmer         | Show 1 (16. November 2019) | Show 2 (23. November 2019) | Show 3 (30. November 2019) | Show 4 (7. Dezember 2019) | Show 5 (15. Dezember 2019) | Halbfinale (21. Dezember 2019) | Finale (31. Dezember 2019) |
| ------------------ | -------------------------- | -------------------------- | -------------------------- | ------------------------- | -------------------------- | ------------------------------ | -------------------------- |
| Tornike Kipani     | 2. 14,50 %                 | 1. 19,13 %                 | 1. 21,17 %                 | 1. 24,05 %                | 1. 29,09 %                 | 1. 31,88 %                     | 1. 33,82 %                 |
| Barbara Samxaradze | 3. 12,91 %                 | 3. 12,11 %                 | 2. 14,75 %                 | 2. 15,15 %                | 2. 17,75 %                 | 2. 22,42 %                     | 2. 31,18 %                 |
| Tamar Kakalashvili | 1. 16,53 %                 | 2. 15,71 %                 | 3. 14,64 %                 | 4. 13,79 %                | 4. 13,64 %                 | 3. 16,20 %                     | 3. 18,38 %                 |
| Mariam Gogoberidze | 6. 08,80 %                 | 6. 08,69 %                 | 7. 09,91 %                 | 3. 14,06 %                | 3. 13,68 %                 | 4. 15,28 %                     | 4. 16,62 %                 |
| Davit Rusadze      | 4. 11,91 %                 | 4. 10,23 %                 | 5. 10,01 %                 | 6. 10,79 %                | 5. 13,01 %                 | 5. 14,22 %                     | Ausgeschieden              |
| Mariam Shengelia   | 5. 10,31 %                 | 5. 08,72 %                 | 6. 09,98 %                 | 5. 12,26 %                | 6. 12,83 %                 | Ausgeschieden                  | Ausgeschieden              |
| Anri Guchmanidze   | 7. 08,64 %                 | 8. 08,64 %                 | 4. 10,01 %                 | 7. 09,90 %                | Ausgeschieden              | Ausgeschieden                  | Ausgeschieden              |
| Nika Kalandadze    | 9. 05,70 %                 | 7. 08,68 %                 | 8. 09,53 %                 | Ausgeschieden             | Ausgeschieden              | Ausgeschieden                  | Ausgeschieden              |
| Liza Shengelia     | 8. 08,15 %                 | 9. 08,09 %                 | Ausgeschieden              | Ausgeschieden             | Ausgeschieden              | Ausgeschieden                  | Ausgeschieden              |
| Merab Amzoevi      | 10. 02,55 %                | Ausgeschieden              | Ausgeschieden              | Ausgeschieden             | Ausgeschieden              | Ausgeschieden                  | Ausgeschieden              |